# 동현 (대사마)

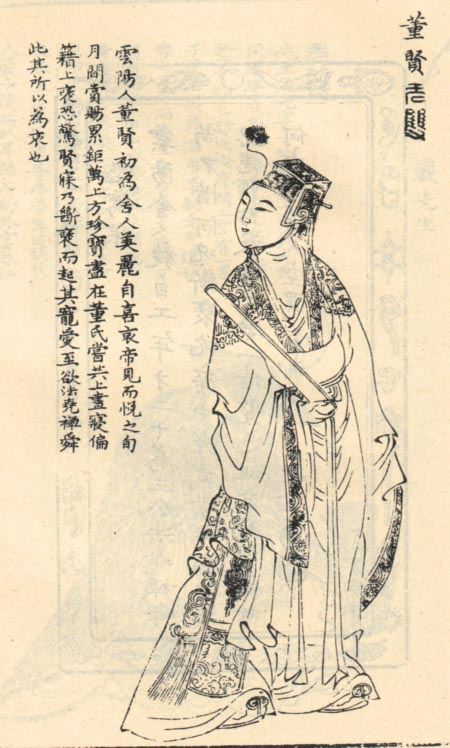

동현(董賢, 기원전 23년 ~ 기원전 1년)은 전한 말기의 관료로, 자는 성경(聖卿)이며 좌풍익 운양현(雲陽縣) 사람이다. 수려한 용모로 애제의 총애를 받았으나, 애제 붕어 후 권력을 잃고 몰락하였다.

## 생애
태자사인(太子舍人)을 지내던 중 애제의 눈에 들어 남색(남성 간의 동성애) 상대가 되었고, 총애를 받아 승진을 거듭하여 대사마가 되었다. 동현의 영달은 곧 가문 전체에도 미쳐, 아버지 동공은 운중후(雲中侯)에 봉해지는 한편 구경의 반열에 이르렀고, 여동생은 소의(昭儀)가 되어 입궁하였으며, 처가 또한 혜택을 입어 장인은 장작대장에, 처남은 집금오에 임명되었다.
건평 4년(기원전 3년), 동평양왕의 모반을 고발한 공로로 고안후(高安侯)에 봉해져 식부궁·손총과 함께 열후의 반열에 올랐다. 애제의 행동을 못마땅하게 여긴 승상 왕가는 이를 만류하다가 목숨을 잃었고, 비록 중상시 왕굉의 만류로 무위에 그쳤으나, 애제가 요임금·순임금의 고사를 따른다며 선양을 고려하는 지경에까지 이르렀다. 한편 천 호였던 봉읍은 더욱이 늘어나 2천 호에 이르렀다.
원수 2년(기원전 1년), 애제는 동현에게 새수(璽綬)를 넘겨주고 붕어하였다. 그러나 왕태후의 동의를 얻어 궁전에 쳐들어온 왕굉에게 새수를 빼앗겼고, 왕태후는 동현의 나이가 어리다는 이유로 동현을 대사마에서 해임하였다. 동현은 해임 조서가 당도한 날에 아내와 함께 자결하였다. 재산은 몰수되었고, 일족들은 유배되었다.

## 일화
어느 날, 동현과 애제가 함께 낮잠에 들었다. 이때 동현은 애제의 옷소매를 베고 자고 있었는데, 먼저 깨어난 애제는 동현의 잠자리를 방해하지 않기 위해 자신의 옷소매를 자르고 자리에서 일어났다. 여기에서 고사성어 단수(斷袖)가 유래하였다.

## 출전
- 반고, 《한서》 권11 애제기·18 외척은택후표·권19하 백관공경표 下·권93 영행전·권99상 왕망전 上

| 전임 위상 | 전한의 대사마 기원전 2년 12월 경자일 ~ 기원전 1년 6월 을미일 | 후임 왕망 |

| 전임 (첫 봉건) | 전한의 고안후 기원전 3년 8월 신묘일 ~ 기원전 1년 6월 을미일 | 후임 (봉국 폐지) |